# قراقوز (فلم)
قراقوز هو فيلم جزائري صدر عام 2010 للمخرج عبد النور زحزاح.

## القصّة
يكسبُ مختار رزقه من تحريكِ الدمى بمساعدةٍ من ابنه الذي يتعلم هو الآخر مهارات هذه المهنة. عبر شاحنته القديمة، يجوبُ المختار وابنه المدارس المنتشرة في جميع أنحاء الريف الجزائري من أجل كسبِ قوت يومهِ لكنّه يُواجه التحيز والكثير من العقبات في الطريق.

## الجوائز
عُرض الفيلم في مهرجان دبي السينمائي عام 2010، كما عُرض في نفس العام في مهرجان سينيمد السينمائي. عُرض الفيلم كذلك في مهرجان ميلان السينمائي عام 2011، كما عُرض أيضًا في نفس العام في كلٍ من مهرجان بوسان السينمائي، مهرجان ليماسول السينمائي ومهرجان إيشيا السينمائي.